# Vadmuskelpumpen
Vadmuskelpumpen är ett funktionellt system i människans ben som hjälper till att föra bort blod från fötter och underben, genom den kombinerade effekten av vener som kan härbärgera mycket blod, och innehåller klaffar som ska hindra blod från att rinna nedåt, och yttre kompression av vener från vadmusklerna. 
Då man går eller anstränger benen på annat sätt trycks alltså blodet iväg av benmusklerna, och hindras från att rinna tillbaka av klaffarna, varefter venerna fylls på igen från kapillärer i muskler och hud. Vid venös insufficiens sätts muskelpumpen ur funktion, oftast på grund av läckande venklaffar.